# Dragey-Ronthon
Dragey-Ronthon és un municipi francès situat al departament de la Manche i a la regió de Normandia. L'any 2007 tenia 762 habitants.

## Demografia

### Població
El 2007 la població de fet de Dragey-Ronthon era de 762 persones. Hi havia 317 famílies de les quals 80 eren unipersonals (21 homes vivint sols i 59 dones vivint soles), 131 parelles sense fills, 98 parelles amb fills i 8 famílies monoparentals amb fills.
La població ha evolucionat segons el següent gràfic:
Habitants censats

### Habitatges
El 2007 hi havia 641 habitatges, 320 eren l'habitatge principal de la família, 297 eren segones residències i 23 estaven desocupats. 501 eren cases i 7 eren apartaments. Dels 320 habitatges principals, 228 estaven ocupats pels seus propietaris, 84 estaven llogats i ocupats pels llogaters i 8 estaven cedits a títol gratuït; 2 tenien una cambra, 12 en tenien dues, 53 en tenien tres, 100 en tenien quatre i 154 en tenien cinc o més. 233 habitatges disposaven pel capbaix d'una plaça de pàrquing. A 167 habitatges hi havia un automòbil i a 121 n'hi havia dos o més.

### Piràmide de població
La piràmide de població per edats i sexe el 2009 era:
| Homes | Edats   | Dones |
| ----- | ------- | ----- |
| 0     | 95 o +  | 0     |
| 0     | 90 a 94 | 8     |
| 12    | 85 a 89 | 4     |
| 12    | 80 a 84 | 8     |
| 20    | 75 a 79 | 28    |
| 28    | 70 a 74 | 40    |
| 20    | 65 a 69 | 16    |
| 0     | 60 a 64 | 8     |
| 16    | 55 a 59 | 12    |
| 20    | 50 a 54 | 32    |
| 28    | 45 a 49 | 32    |
| 16    | 40 a 44 | 16    |
| 24    | 35 a 39 | 4     |
| 20    | 30 a 34 | 20    |
| 12    | 25 a 29 | 16    |
| 8     | 20 a 24 | 8     |
| 12    | 15 a 19 | 8     |
| 8     | 10 a 14 | 4     |
| 20    | 5 a 9   | 8     |
| 24    | 0 a 4   | 24    |

## Economia
El 2007 la població en edat de treballar era de 428 persones, 305 eren actives i 123 eren inactives. De les 305 persones actives 275 estaven ocupades (153 homes i 122 dones) i 31 estaven aturades (13 homes i 18 dones). De les 123 persones inactives 55 estaven jubilades, 33 estaven estudiant i 35 estaven classificades com a «altres inactius».

### Ingressos
El 2009 a Dragey-Ronthon hi havia 325 unitats fiscals que integraven 787,5 persones, la mediana anual d'ingressos fiscals per persona era de 16.223 €.

### Activitats econòmiques
Dels 25 establiments que hi havia el 2007, 1 era d'una empresa extractiva, 1 d'una empresa de fabricació d'altres productes industrials, 3 d'empreses de construcció, 4 d'empreses de comerç i reparació d'automòbils, 1 d'una empresa de transport, 4 d'empreses d'hostatgeria i restauració, 1 d'una empresa immobiliària, 5 d'empreses de serveis, 3 d'entitats de l'administració pública i 2 d'empreses classificades com a «altres activitats de serveis».
Dels 5 establiments de servei als particulars que hi havia el 2009, 1 era una lampisteria, 1 electricista i 3 restaurants.
L'únic establiment comercial que hi havia el 2009 era una peixateria.
L'any 2000 a Dragey-Ronthon hi havia 68 explotacions agrícoles que ocupaven un total de 1.012 hectàrees.

## Equipaments sanitaris i escolars
El 2009 hi havia una escola elemental integrada dins d'un grup escolar amb les comunes properes formant una escola dispersa.

## Poblacions més properes
El següent diagrama mostra les poblacions més properes.